# Bouchy-Saint-Genest
Bouchy-Saint-Genest ist eine französische Gemeinde mit 210 Einwohnern (Stand: 1. Januar 2022) im Département Marne in der Region Grand Est. Sie gehört zum Kanton Sézanne-Brie et Champagne und zum Arrondissement Épernay.

## Geografie
Die Gemeinde liegt am oberen Aubetin an der Grenze zum Département Seine-et-Marne, etwa auf halbem Weg zwischen den Städten Sézanne und Provins.
Sie ist umgeben von folgenden Nachbargemeinden:
|                        | Saint-Bon                                   |                        |
| Villiers-Saint-Georges | Kompassrose, die auf Nachbargemeinden zeigt | Les Essarts-le-Vicomte |
|                        | Louan-Villegruis-Fontaine                   | Nesle-la-Reposte       |

## Bevölkerungsentwicklung
| Jahr                       | 1962 | 1968 | 1975 | 1982 | 1990 | 1999 | 2008 | 2018 |
| -------------------------- | ---- | ---- | ---- | ---- | ---- | ---- | ---- | ---- |
| Einwohner                  | 151  | 189  | 149  | 150  | 157  | 162  | 159  | 193  |
| Quellen: Cassini und INSEE |      |      |      |      |      |      |      |      |

## Sehenswürdigkeiten
- Kirche Saint-Nicolas im Ortsteil Bouchy-le-Repos
- Kapelle Saint-Leu-de-Sens im Ortsteil Saint-Genest